# Луганский завод (посёлок)
Луга́нский завод — исторический посёлок, существовавший в Екатеринославской губернии на юго-западе Российской империи.
Посёлок Луганский завод располагался в месте слияния реки Лугани с рекой Ольховкой.
Посёлок вырос на месте созданного в 1797 году Луганского литейного завода.
C 1852 года — горный город Луганского горного округа.
3 сентября 1882 года посёлок Луганский завод переименовался в Луганск.

## Луганский литейный завод
В 1790 году пригласили шотландского инженера Карла Гайскона и ему приказали провести разведку залежей руд и угля в месте Славяносербии. Гайскон доложил в правительство:
найденные прииски железной руды и каменного угля по освидетельствованию обещают богатейшее количество сих минералов в наилучшем качестве.
14 ноября 1795 года Екатерина II издала указ о создании чугунолитейного завода. Вокруг завода на месте слияния двух рек Лугань и Ольховая образовались два посёлка: Каменный брод и Вергунка.

## История посёлка
В 1797 году два посёлка объединились в посёлок под названием Луганский завод. Его населили рабочие и приглашённые специалисты.
В XIX веке посёлок находился между Ростовом и Таганрогом[уточнить], поэтому в этом месте развилась торговля.
В начале XIX века в посёлке открылась первая профессиональная горная школа, которая была первым учебным заведением.
В 1812 году из посёлка велись поставки пушек и боеприпасов для русской армии.
В 1830-х годах в посёлке имелось 184 частных дома, 74 казармы.
В 1844 году купца Савелия Хрыпко наградили медалью «За полезное разведение картофеля в Луганском заводе», из-за этого в посёлке стали усиленно выращивать картофельные культуры.
В 1850-х было открыто 10 салотопных 2 воскотопных завода, 2 заведения по производству свечей, а ещё 3 маслобойных, 8 кирпичных и черепичных предприятий, 17 мельниц.
В 1852 году посёлок Луганский завод становится горным городом Луганского горного округа, а тогдашний управляющий завода — Фёдор Иванович Фелькнер — горным начальником.
Он подчинялся непосредственно Берг-Коллегии в Санкт-Петербурге и руководил не только заводом, рудниками и шахтами, но и поселениями, входящими в состав горного округа.
В 1861 году в посёлке обитало около 9 тысяч жителей, обитавших в 1568 каменных домах и в 227 деревянных домах.
На завод приглашалось много иностранных специалистов, в том числе английских, поэтому центральная улица в посёлке называлось английская, позднее улица Даля.
В 1867 году из 10239 обитателей Луганского завода были 389 купцов, работало 108 магазинов и лавок.
В 1870-х годах открылась железная дорога Луганск-Дебальцево.
3 сентября 1882 года Император Александр III утвердил положение Комитета министров Российской империи об основании на базе посёлка Луганский завод города Луганск.

## Руководители
Руководителями посёлка Луганский завод фактически являлись управляющие градообразующего предприятия:
- 1795—1806 — Гаскойн Чарльз (Карл) Карлович.
- 1806—1822 — Нилус Яков Христианович.
- 1822—1826 — Гесс де Кальве Густав Густавович.
- 1826—1835 — Ильин Иван Васильевич.
- 1835—1840 — Мевиус Фёдор Павлович.
- 1840—1847 — Бекман Валериан Александрович.
- 1847—1853 — Фелькнер Фёдор Иванович.
- 1853—1861 — Летуновский Николай Терентьевич.
- 1861—1865 — Мевиус Аполлон Фёдорович.
- 1865—1871 — Фелькнер Иллидор Фёдорович.
- 1871—1876 — Летуновский Николай Николаевич.
- 1876—1879 — Подымовский Станислав Леопольдович.
- 1879—1880 — Зеленцов Иван Ильич.
- 1880—1882 — Данчич Дмитрий Васильевич.

## Выдающиеся жители
10 (22) ноября 1801 года в посёлке Луганский завод родился Владимир Даль.
Будущий русский учёный, писатель и лексикограф, составитель «Толкового словаря живого великорусского языка» в семье обрусевшего датчанина, лекаря горного ведомства Ивана Матвеевича Даля и Марии Христофоровны Даль (урождённая Фрейтаг).